# Cuddly Toy (canción)
"Cuddly Toy" es una canción de la banda británica Roachford. Fue el segundo sencillo extraído de su álbum de estudio debut homónimo y fue su primer sencillo de éxito en las listas. Fue grabado en CBS Recording Studios, Whitfield Street, Londres durante un período de tres días entre el sábado 19 de marzo y el lunes 21 de marzo de 1988. La batería se grabó en el Estudio 1 y el resto de los instrumentos se grabaron en el Estudio 2. El ingeniero del estudio Era Richard Hollywood. La canción fue producida por Michael H. Brauer, Andrew Roachford y Fayney. Fue mezclado posteriormente por Michael H. Brauer.

## Antecedentes
Inicialmente, Roachford no tenía la intención de grabar o lanzar "Cuddly Toy"; la letra y la canción se consideraron una broma interna de la banda. El sello discográfico de Roachford, sin embargo, se dio cuenta de la canción y le preguntó a la banda si la grabarían para su próximo álbum. En una entrevista, Andrew Roachford recordó:
...mi álbum ya estaba terminado, y [el sello] dijo "¿Cuál es esta canción que sigues tocando al final del set?"... y recuerdo que el chico de A&R dijo: "Nos encanta esta canción, pero tú puedes". En serio, no lo llames "Cuddly Toy", y dije: "Bueno, si no puedo llamarlo así, nunca querría grabarlo, porque eso es parte de lo que es", y al final dijeron: "Está bien. Puedes llamarlo así, pero ahora nunca será un éxito", y se equivocaron."

## Posicionamiento en listas
"Cuddly Toy" se lanzó por primera vez en mayo de 1988 y alcanzó su punto máximo en la lista de singles del Reino Unido en el puesto 61, pasando cuatro semanas dentro del top 75 del Reino Unido. En enero de 1989, la canción fue reeditada y se convirtió en el mayor éxito de la banda, alcanzando el puesto número 61. cuatro y pasar nueve semanas más dentro del top 75. La canción también fue el mayor éxito del grupo en los Estados Unidos, donde fue retitulada "Cuddly Toy (Feel for Me)", alcanzando el puesto 25 en el Billboard Hot 100 en junio de 1989. En Australia, "Cuddly Toy" alcanzó el puesto 73 en la lista de singles ARIA en diciembre de 1988.

## Versión de Beverley Knight
La cantante británica Beverley Knight hizo una versión de "Cuddly Toy" y la lanzó como el segundo sencillo de su séptimo álbum de estudio Soul UK, un tributo a los artistas de soul del Reino Unido. Fue lanzado en el Reino Unido el 28 de agosto de 2011. La cara B es una edición de radio de la versión de Knight de "Apparfully Nothin'", cuyo original también aparece en Soul UK.
La versión de Knight de "Cuddly Toy" se agregó a la lista de reproducción de Radio 2, ingresando a la lista B, una lista más alta que el sencillo anterior "Mama Used to Say". Knight dio su primera presentación televisiva de "Cuddly Toy" en The Rob Brydon Show el 29 de julio de 2011.

### Antecedes
Knight dijo de "Cuddly Toy" que "Roachford mostró a los cínicos medios británicos que el soul británico también podía fusionarse con un sonido más rockero y no sólo funcionar, sino ser un éxito mundial. Esto, así como muchas de sus canciones, influyeron en las mías". estilo de escritura." También habló de la cara B "Apparfully Nothin'" diciendo: "Este fue uno de esos momentos en los que los clubes educaron con éxito a la radio sobre lo que deberían defender, y el público lo" entendió "y fue un éxito. era uno de ese público comprador. Líricamente esto es pura brillantez y relevante para cada generación".